# Lirceus fontinalis
Lirceus fontinalis är en kräftdjursart som beskrevs av Rafinesque-Schmaltz 1820. Lirceus fontinalis ingår i släktet Lirceus och familjen sötvattensgråsuggor. Inga underarter finns listade i Catalogue of Life.